# アドミラルティ諸島諸語
アドミラルティ諸島諸語は、アドミラルティ諸島で話される30余の言語の総称で、大洋州諸語に属する。ヤップ語を含む場合もある。

## 言語
ynch、Ross、Crowley（2002）によると、分類は次の通りである：
- 東アドミラルティ諸島諸語
  - マヌス語
  - 南東アドミラルティ諸島諸語
    - バルアン・パム語
    - レンカウ語
    - ロウ語
    - ナウナ語
    - ペンチャル語
- 西アドミラルティ諸島諸語
  - カニエト語
    - 北カニエト語
    - 南カニエト語（†）

  - セイマト語
  - ウヴル・アウア語
    - ウヴル語
    - アウア語

また、ヤップ語とグルワン語（ヤップ語とウリシ語の混成）もアドミラルティ諸島諸語に分類される場合がある。